# Замок Лаюзе
Замок Лаюзе (ест. Laiuse ordulinnus), Фортеця Лаїс (нім. Burg Lais) — замок в селі Лаузевялья, повіт Йигева, Естонія. Заснований Лівонським орденом у XIV столітті, з початку XVIII століття перебуває в руїнах.

## Історія
Найстаріша частина замку — будинок-фортеця з цегли та граніту, розташована в південно-західній частині більш пізньої кругової стіни замку — ймовірно, була побудована в XIV столітті. Вперше замок згадується в 1406 році. Незабаром до будинку-фортеці був доданий круговий костел (ringmüürkastell). Вхід до замку був розташований в південно-східній частині стіни.
На початку XV століття замок перебудували. Нову браму побудували в західній частині стіни, також звели надбрамну вежу і зміцнили в'їзні стіни. У середині того ж століття додали північно-західну, північно-східну і південно-східну круглі вежі. Було також продовжено збільшення стін у висоту і ширину.
На початку Лівонської війни, у 1558 році, замок Лаюзе потрапив до рук російських військ під проводом Івана Грозного, які його зруйнували в 1559 році.
Замок ще послужив як під владою Польщі, так і Швеції, з 1622 року — центром замкової провінції Лаюзе. Відразу після переходу під владу Швеції маєток Лаюзе було подаровано Генріку Классону Флемінгу (швед. Henrik Klasson Fleming).
Під час Північної війни, після Нарвської битви (1700) в замку була зимова квартира шведського короля Карла XII і його військ (1700—1701).
В ході подальших військових дій замок був остаточно зруйнований і перебуває з тих пір в руїнах.

## Галерея

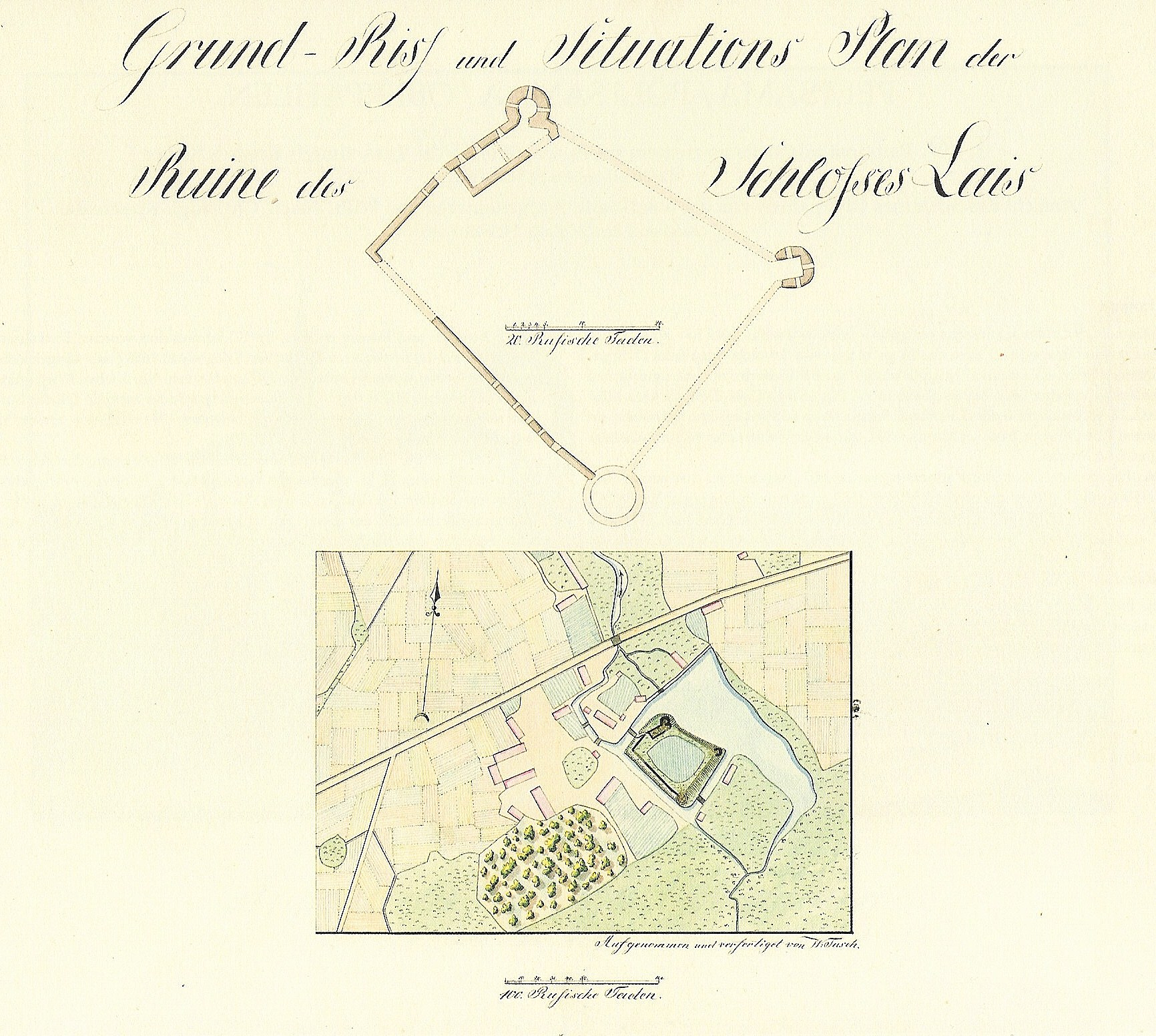
План замку, XIX ст.
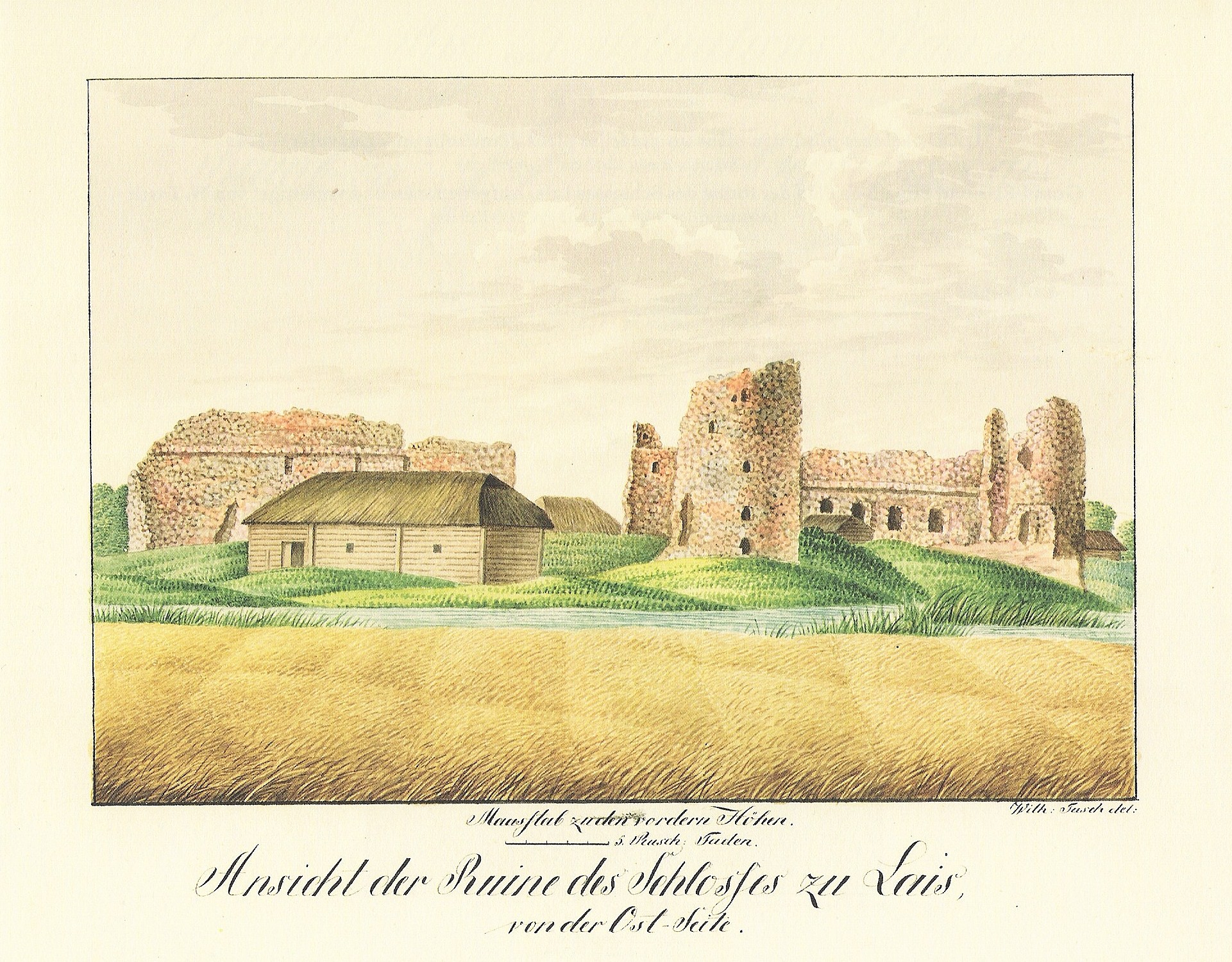
Вид замку, XIX ст.
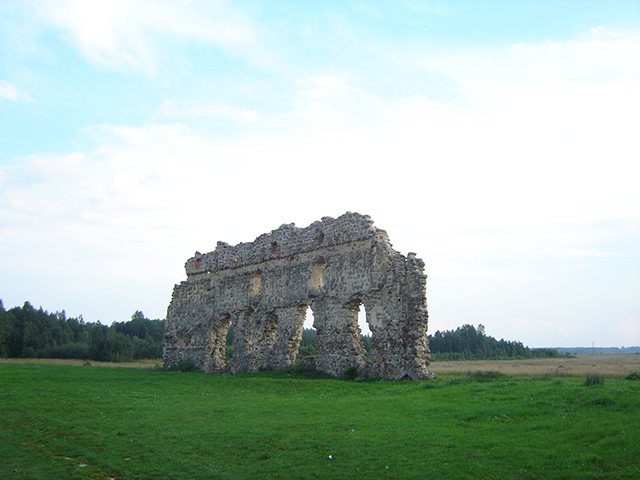
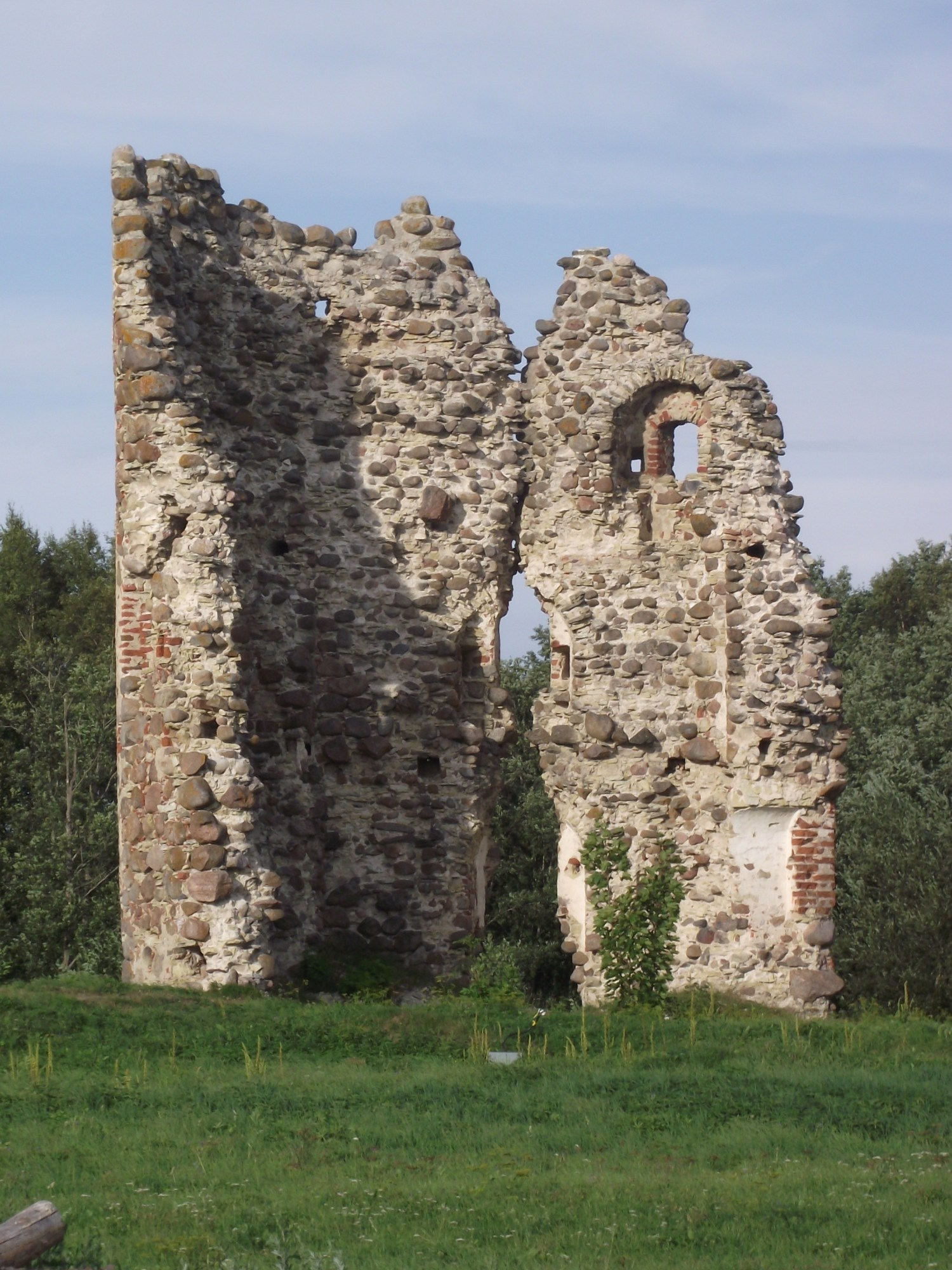
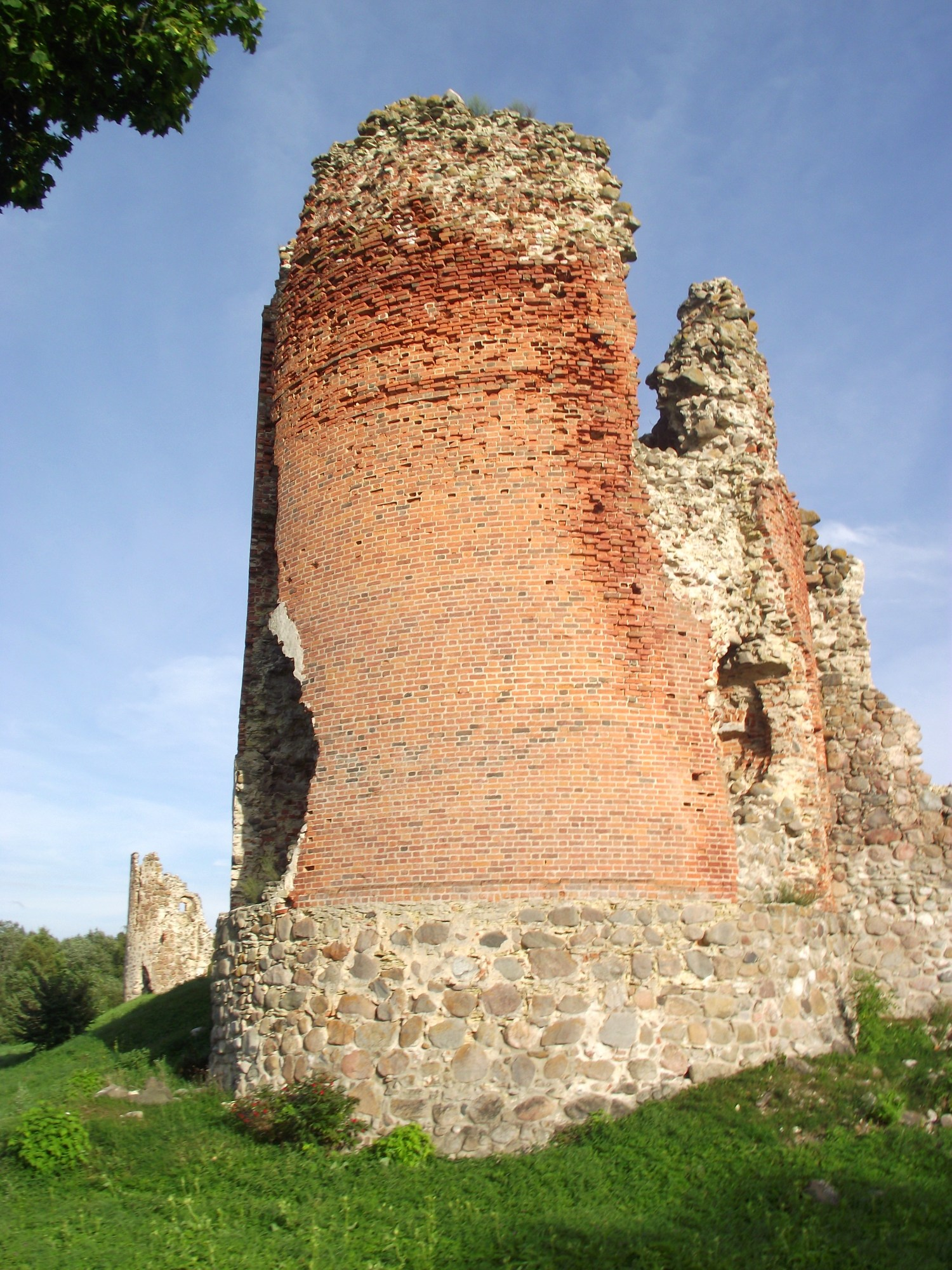
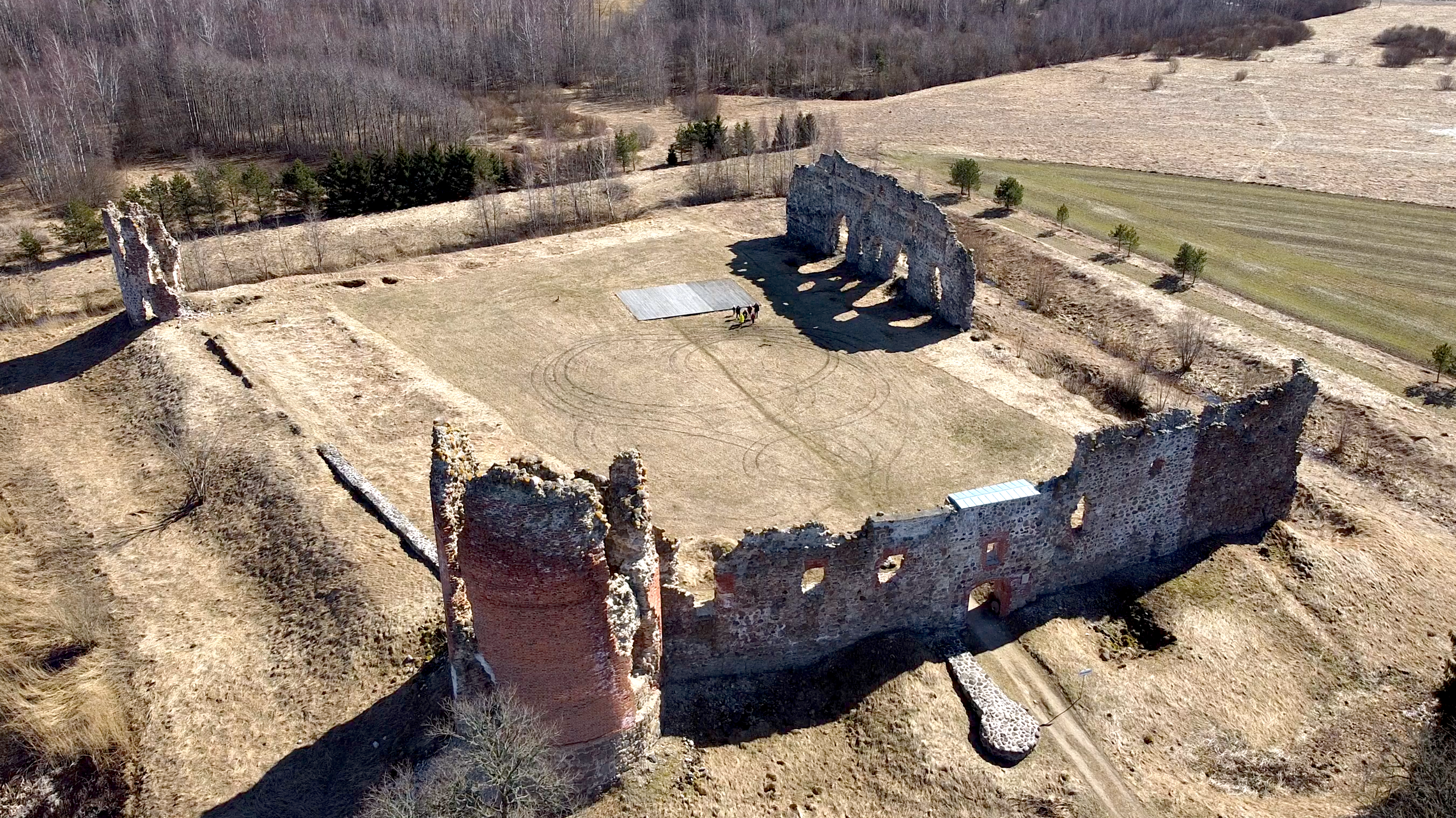